# Victor Puhonny

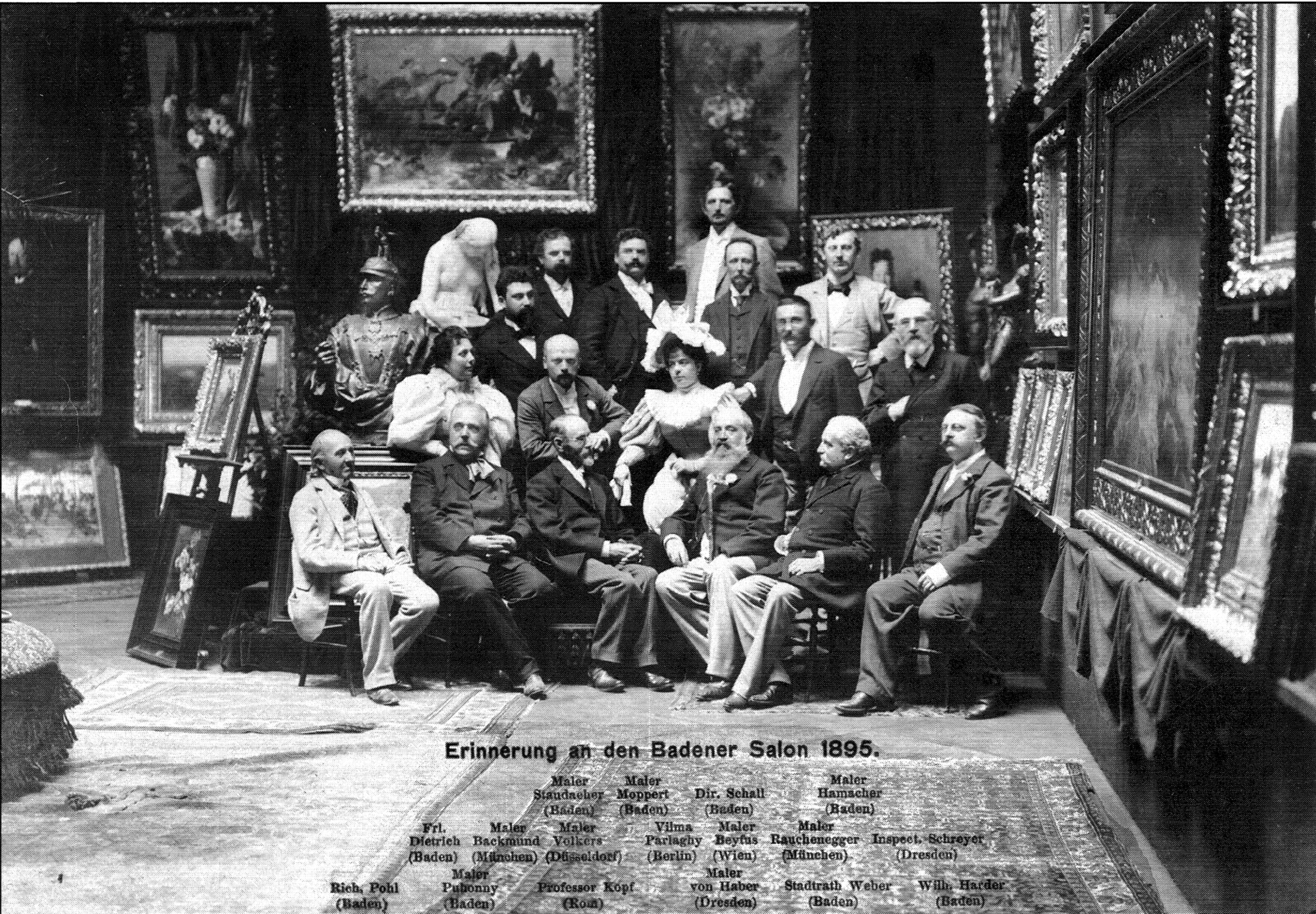
Victor Puhonny als zweiter von links in vorderster Reihe. Teilnahme an der Kunstausstellung (Badener Salon) im Jahre 1895. Rechts neben ihm der Bildhauer Josef von Kopf

Victor Puhonny (* 1838 in Prag; † 1909 in Baden-Baden) war ein deutscher Landschaftsmaler.

## Leben

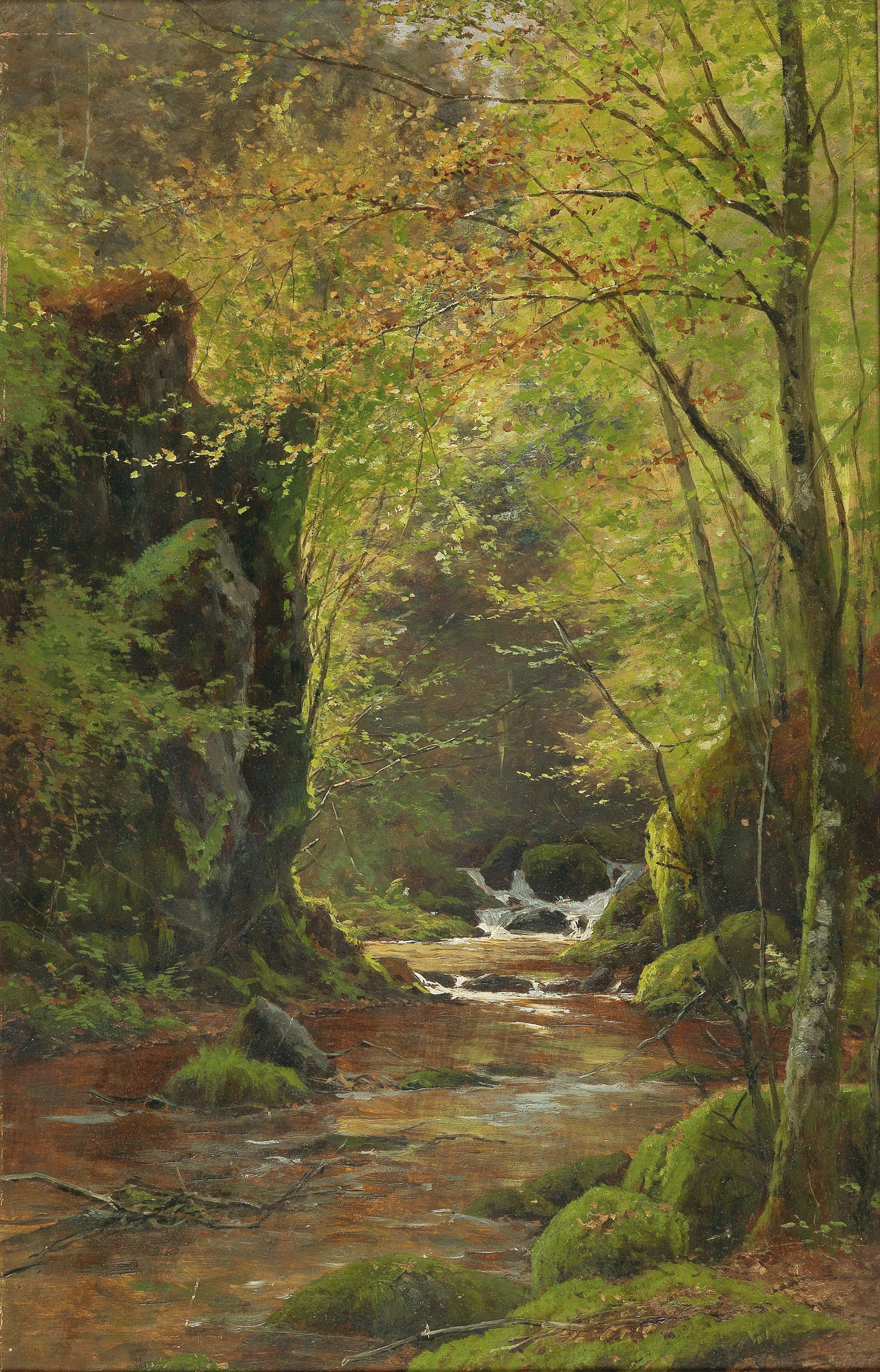

Nach der Übersiedelung Puhonnys von Prag nach Baden-Baden studierte  er bei dem badischen Hofmaler Georg Saal. In Paris war Louis Frédéric Schützenberger sein Lehrer. Sein Sohn Ivo Puhonny war ein bekannter Werbegrafiker. Die Enkelin Doris heiratete Friedrich Böer und ist auch selbst Grafikerin. Die Stadt Baden-Baden verlieh Victor Puhonny 2009 posthum den Stadtpreis „Künstler in Baden-Baden“.
Puhonny war eng befreundet mit dem Violinisten und Kunstmaler Vitus Staudacher (1850–1925).
Beide malten oft in der freien Natur in und um Baden-Baden. Bei dieser Freilichtmalerei malten die Künstler das abzubildene Objekt direkt, in natürlichem Licht und natürlichem Umfeld. Diese Form der Malerei steht damit im Gegensatz zur Ateliermalerei. Staudacher und Puhonny galten in Baden-Baden als die „Pioniere“ dieser neuen Malweise.

## Weblink
- Literatur von und über Victor Puhonny im Katalog der Deutschen Nationalbibliothek